# مشغل حاسوب
مشغل الحواسيب موظف في الشركة يسهر على اشتغال شبكة الحواسيب والآلات وصيانتها. ويعمل المشغل في المكان أو عن بعد. وهو الشخص المسؤول عن عمليات نظام المحتوى لإدارة الوظائف التشغيلية لوحدات الإدخال والإخراج والمتابع لنقل المعلومات والاتصال وإنتاج البيانات والتأكد من تحويلها ثم توزيعها بضوابط تنظيمية في اتجاهات ومجالات مختلفة، وأن يكون على دراية مباشرة بالحزم الرئيسية لمكونات عتاد الحاسب لقياس تأثير المعلومات واتخاذ الإجراءات لتشغيل الحاسوب، بتسلسل عملي متفاعل ومنظم.

## الوصف
يختص هذا المجال بالمهام المعلوماتية بالمراكز، وكلما ازدادت تقنية المعلومات تنوعاً، ازداد تنوع المهن المعلوماتية.

## نشأة مهنة مشغل الحاسوب
بدأت مزاولة هذه المهنة في المجتمعات البشرية عندما بدأ عمل الحاسوب في أواخر القرن الماضي للمجتمعات المتقدمة في دول العالم الأول، ثم تطورت استخدامات مهن الحاسوب في شتى المجالات العملية والعلمية خلال ممارسة الحياة اليومية للإنسان مع مطلع القرن الحالي لدول العالم الثاني والثالث، وأخذت تأخذ طابع الانتشار إلى أن أصبحت هذه المهنة منتشرة في جميع أنحاء دول العالم، لخدمة القطاعات المتعددة، كالجمعيات والمنظمات الدولية والإقليمية والمؤسسات والشركات الحكومية العامة والخاصة .

## الواجبات

1. يقوم بدارسة خصائص ومواصفات الحاسب الآلي ويحدد أسس التشغيل السليم.
2. يتعرف على برامج الحاسب الآلي في مجال الأعمال الادارية والتي لها علاقة بإعمال المراكز من الشركات المنتجة لها.
3. يتقن لغات البرمجة التي لها علاقة بعمله.
4. يكون مسئولاً عن صيانة الأجهزة التي يتعامل معها.
5. التأكد من البيانات المدخلة والمخرجة من الحاسب .
6. المساهة في تدريب كوادر المراكز على استخدامات الحاسب الآلي والبرمجيات التي لها علاقة بعمله.
7. القيام بالأعمال المناطة من المسئول الإداري المباشر.

## اشتراطات العمل
- الحصول على شهادة معتمدة في مجال التخصص، مع خبرة زمنية عملية في التشغيل والصيانة.
- التمتع بكفاءة عالية في المجال.
- دورات مكثفة في مجال التخصص.

## الأجهزة المحيطة التي يتعامل معها
- وحدات الأدخال وتتمثل بالفارة ولوحة المفاتيح والميكرفون والماسح الضوئي والكاميرا الرقمية وكاميرا الويب.
- وحدات الإخراج وتتمثل بالشاشة الطابعة والسماعات وجهاز عرض البيانات .
- وحدات التخزين وتتمثل بأقراص صلبة داخلية (تكون داخل الوحدة المركزية) وأقراص صلبة خارجية (تكون متصلة بالحاسوب بواسطة كيبل) و القرص المرن والقرص الفلاش.[2]

## العتاد الصلب الذي يتعامل معه

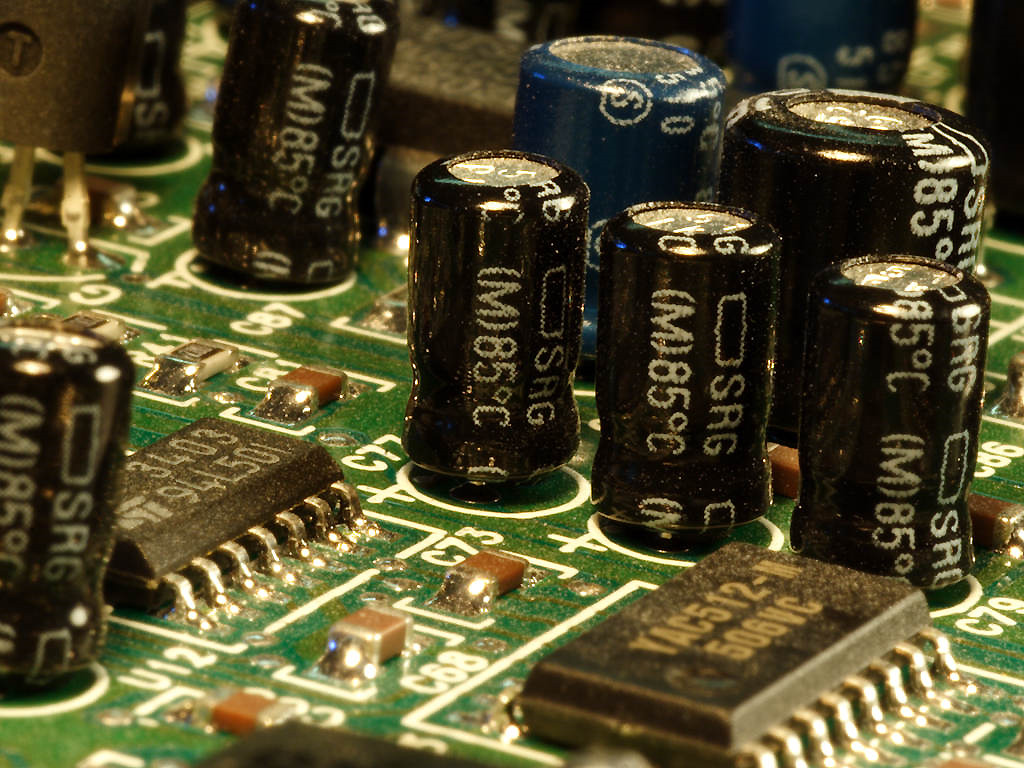

- اللوحة الأم وتعرف أيضاً بأسم أخر وهو لوحة النظام .
- المعالج .
- والذواكر الحاسوبية.
- كروت الشاشة.
- البيوس.

## مَراجِعْ
1. ↑  "أساسيات نظم المعلومات الإدارية - علاء السالمي, عثمان الكيلاني - Google Books". web.archive.org. 15 ديسمبر 2019. مؤرشف من الأصل في 2019-12-15. اطلع عليه بتاريخ 2021-09-16.{{استشهاد ويب}}:  صيانة الاستشهاد: BOT: original URL status unknown (link)
2. ↑  "كتاب شامل في تعلم الهارد وير مجانا". BOOKS 2DAY (بالإنجليزية). Archived from the original on 2020-02-23. Retrieved 2021-09-16.